# Richard Offner
Richard Offner, né le 30 juin 1889 à Vienne en Autriche et mort le 26 août 1965 à Florence en Italie, est un historien de l'art austro-américain qui se consacre à l'étude des peintures florentines de la Renaissance. 

## Biographie
Offner naît le 30 juin 1889 à Vienne en Autriche. En 1891, sa famille  émigre à New York. Il poursuit ses études de premier cycle à l'Université Harvard de 1909 à 1912, puis est membre de l'Académie américaine de Rome de 1912 à 1914. En 1914, il présente sa thèse d'histoire de l'art sous la direction de Max Dvořák à l'Université de Vienne. Il obtient son doctorat, mais sa thèse est aujourd'hui perdue. 
En 1915, Offner accepte un poste de professeur d'histoire de l'art à l' Université de Chicago. En 1920, il déménage à Harvard en tant que Sachs Fellow. Offner rejoint ensuite l'Université de new-York  en tant que professeur assistant, avant de devenir professeur titulaire en 1927. Il reste à l'université de New York pour le reste de sa carrière, occupant le poste de chef du département des beaux-arts de 1930 à 1933, et en tant qu'émérite de 1954 jusqu'à sa retraite en 1961,. 
Richard Offner meurt le 26 août 1965 à Florence en Italie. Il laisse dans le deuil son frère Mortimer Offner, scénariste, son fils Paul Offner, sénateur du Wisconsin, et sa fille Antonia,.

## Publications
Offner publie 12 volumes de son Critical and Historical Corpus of Florentine Painting par le biais de l'Institut des beaux-arts de l'Université de New York.